# Y Гончих Псов
Y Гончих Псов (лат. Y Canum Venaticorum), HD 110914, La Superba — двойная звезда в созвездии Гончих Псов на расстоянии приблизительно 1012 световых лет (около 310 парсек) от Солнца. Визуальная звёздная величина звезды — от +7,32m до +4,86m.

## Характеристики
Первый компонент — красный гигант, углеродная пульсирующая полуправильная переменная звезда типа SRB (SRB) спектрального класса C5,4J(N3), или C-N5, или N3, или Nb, или R. Масса — около 2,342 солнечной, радиус — около 325,081 солнечного, светимость — около 2472,229 солнечной. Эффективная температура — около 2910 K.
Второй компонент — красный карлик спектрального класса M. Масса — около 121,2 юпитерианской (0,1157 солнечной). Удалён в среднем на 1,986 а.е..

## Описание
В максимуме блеска яркость Y Гончих Псов равна 4,8m, а в среднем её яркость колеблется около 6,3m звёздной величины с периодом 160 дней. Возможно, также существует ещё один вторичный период длительностью 2 000 дней.
Большинство «красных» звёзд на самом деле не такие уж и красные. La Superba, однако, является одной из самых красных звёзд на небе, так как она одна из самых ярких углеродных звёзд. Звезда классифицируется по-разному: как сверхгигант класса C7, а иногда, как сверхгигант класса CN5. С точки зрения звёздной эволюции она, скорее всего, красный гигант с углеродно-кислородным ядром, а её масса далека от того, чтобы быть истинным сверхгигантом — она просто заканчивает свою жизнь и в настоящий момент очень яркая. Углеродные звёзды изначально классифицировались как «R» — тёплые и «N» — холодные, но в настоящее время объединены в класс «C». Большинство красных гигантов и сверхгигантов богаче кислородом, чем углеродом: а у углеродных звёзд обратное соотношение. Как гиганты, они находятся в диапазоне масс, при котором побочные продукты ядерного синтеза, в данном случае — углерод, как продукт ядерного «горения» гелия), поднимаются на поверхность, перед тем как они будут выброшены в космос. Присутствие молекул углерода и углеродных соединений (угарный газ, циан) даёт звезде необычный спектр, поглощая синий и фиолетовый свет, делает звезду красной. Именно необычность и красота спектра подвигло Анджело Секки дать ей название «La Superba» («Превосходная»). Агнесс Клерк (1905 год) описывала: «чрезвычайно живописные призматические лучи, разделенные на ослепительно красные, желтые и зеленые зоны, отделённые широкими пространствами полной темноты» («пространства» — темные линии поглощения углерода).
Y Гончих Псов лежит на расстоянии 710 световых лет от Земли и является одной из самых привлекательных звёзд, видимых невооружённым глазом, температура её поверхности оценивается в 2200 K (хотя некоторые оценивают её в 2800 K). Если учесть, что большая часть энергии излучается в инфракрасном диапазоне, то светимость звезды в 4400 раз больше солнечной, из чего можно оценить её радиус примерно в 2 астрономические единицы (215 солнечных), то есть, больше чем орбита Марса.
Y Гончих Псов, скорее всего, становится ярким гигантом во второй раз, её масса точно не определена, но на начальном этапе эволюции звезды она, вероятно, была порядка трёх солнечных. Обычно звёзды этого класса быстро теряют массу: La Superba делает это со скоростью около одной десятимиллионной солнечной массы в год (в миллион раз больше солнечного ветра), со скоростью потока около 10 км/с. Звезда окружена огромной отстоящей от звезды оболочкой с диаметром около 2,5 световых лет (с Земли её угловые размеры 11 угловых минут, 0,2 градуса). Даже предполагая, что скорость потери массы в прошлом была 50 раз меньше, звезда, похоже, готова сбросить свою газовую оболочку и, обнажив своё ядро, стать белым карликом.
Y Гончих Псов также является ярчайшей C-J звездой. Это очень редкий класс углеродных звёзд, который имеет огромное количество тяжелого изотопа углерода 13C (у него 7 нейтронов в ядре, а не 6). Хотя углерод-13 легко синтезировать в ядерных реакциях, в настоящее время нет полной теории эволюции J-звёзд.
Поэт Вячеслав Иванов написал стихотворение с таким же названием, но в нём Superb-ой названа Генуя.